# ترافيس تشيك
ترافيس تشيك (بالإنجليزية: Travis Chick)‏ هو لاعب كرة قاعدة أمريكي، ولد في 10 يونيو 1984 في إيرفينغ في الولايات المتحدة.

## وصلات خارجية
- ترافيس تشيك على موقع دوري كرة القاعدة الرئيسي (الإنجليزية)
- ترافيس تشيك على موقعبيزبول رفرنس.كوم (الدوري الرئيسي) (الإنجليزية)
- ترافيس تشيك على موقعبيزبول رفرنس.كوم (الدوري الثانوي) (الإنجليزية)
- ترافيس تشيك على موقع إي إس بي إن.كوم (أم.أل.بي) (الإنجليزية)
- ترافيس تشيك على موقع مشجعي الرسوم البيانية (الإنجليزية)